# 英格蘭地方政府委員會 (1992年)

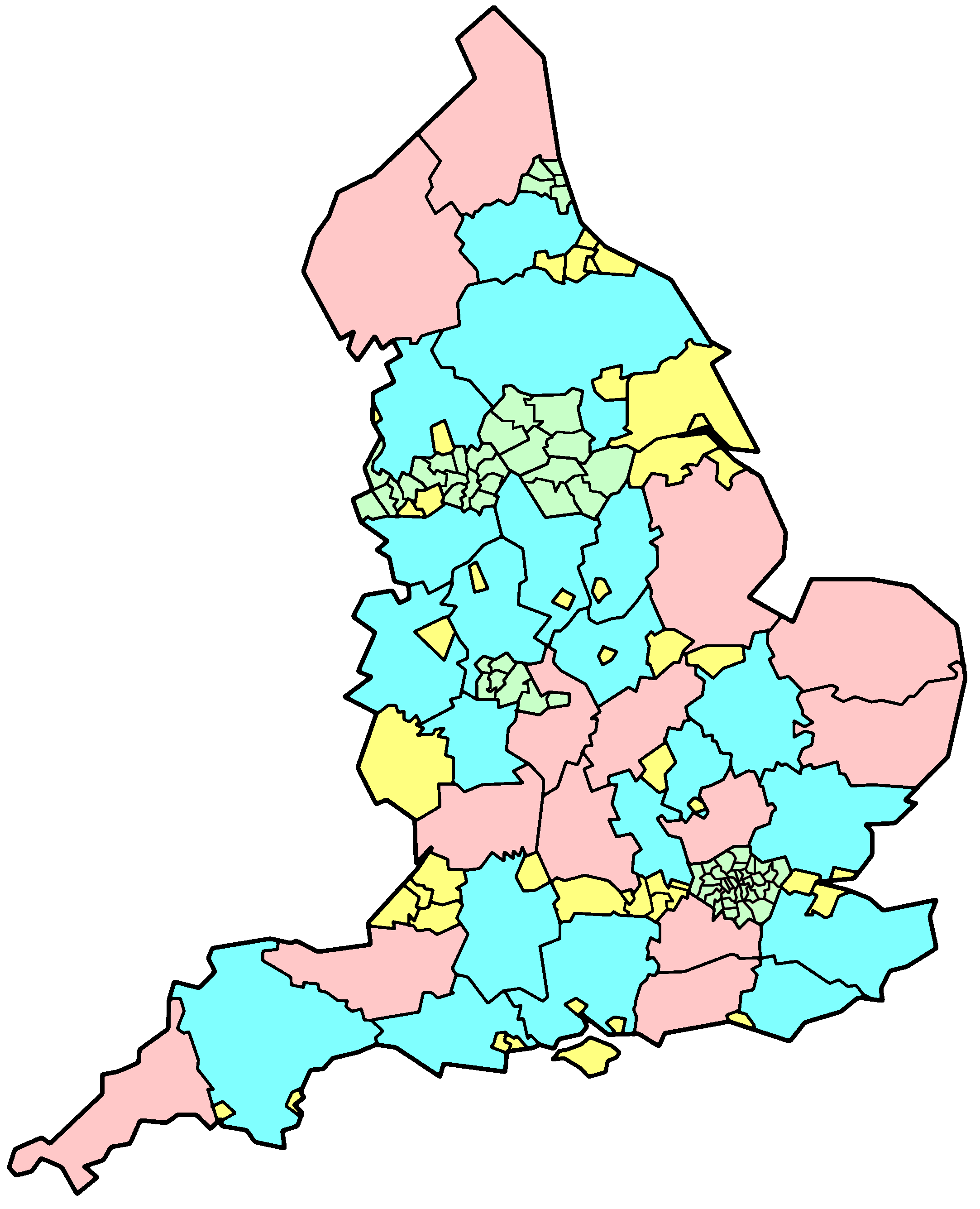
1998年以後英格蘭及威爾斯各郡及單一管理區的分佈圖。粉紅色為非都市郡；綠色是各大都會和倫敦，並未受到委員會的檢討影響；黃色是按委員會建議而增設的單一管理區；藍色的是單一管理區設立後，剩下的兩層式郡。

英格蘭地方政府委員會（英語：Local Government Commission for England）存在於1992年至2002年，是一個負責檢討英格蘭地方政府架構的組織。委員會經《1992年地方政府法令》成立，取代舊有的英格蘭地方政府邊界委員會（Local Government Boundary Commission for England），受環境大臣指派對指定地區的地方政府展開「結構性檢討」，以及針對英格蘭的兩層式非都市郡結構，提出建議增設單一管理區。委員會由約翰·班漢姆爵士（Sir John Banham）擔任首任主席，並在1993年至1994年間檢討英格蘭所有非都市郡，就這些非都市郡的將來路向提出多項建議。
經過多番政治辯論和法律挑戰，委員會的建議最終促成伯克郡郡議會的裁撤，以及雅芳、克利夫蘭、赫里福德及伍斯特、以及亨伯賽德（成立於1974年）各郡被廢除。此後，繼任主席大衛·庫克西爵士（Sir David Cooksey）在1995年主持了第二輪檢討，決定把英格蘭不少市區劃入增設的單一管理區，當中包括布里斯托、侯城、萊斯特、德比、諾定咸、特蘭克河畔斯托克和普利茅斯等城市。不過，這些發展趨勢，均與當時英國其他地區的同類改革迥異。
結構性檢討完成後，委員會又檢討英格蘭地方當局的選舉安排，並根據人口轉變進行選區重劃。委員會最終於2002年由英格蘭邊界委員會取代，而有關選舉重劃安排的檢討，要到2004年才由該委員會完成。